# 苇状羊茅
苇状羊茅（学名：Festuca arundinacea）为禾本科羊茅属下的一个种。

## 扩展阅读
- 維基物種上的相關：苇状羊茅